# セグジーノ
セグジーノ（伊: Segusino）は、イタリア共和国ヴェネト州トレヴィーゾ県にある、人口約1,800人の基礎自治体（コムーネ）。

## 地理

### 位置・広がり

#### 隣接コムーネ
隣接するコムーネは以下の通り。括弧内のBLはベッルーノ県所属を示す。
- セッテヴィッレ（アラーノ・ディ・ピアーヴェ、クエーロ・ヴァス、BL）
- ヴァルドッビアーデネ

### 気候分類・地震分類
気候分類では、zona E, 2735 GGに分類される。
また、イタリアの地震リスク階級 (it) では、zona 2 (sismicità media) に分類される。

## 行政

### 分離集落
セグジーノには、以下の分離集落（フラツィオーネ）がある。
- Col lonc, Milies, Stramare

## 姉妹都市
- Chipilo、メキシコ 1982年
- Saint-Jory、フランス 1997年

## 人口動態
In 2007 the births were 20 (9.8 ‰), the deaths 25 (12.3 ‰) with a natural increase of -5 units compared to 2006 (-2.5 ‰). Families have an average of 2.4 members.